# Championnats du monde de ski alpin 2005
Navigation
Édition précédente Édition suivante
Championnats du monde de ski alpin, à Bormio (Italie) du 29 janvier au 13 février 2005 sur la piste du Stelvio. C'est la première fois depuis 1966 que la Suisse ne rapporte aucune médaille des championnats du monde.

## Résultats

### Hommes
| Épreuves                  | Or             | Argent             | Bronze             |
| ------------------------- | -------------- | ------------------ | ------------------ |
| 29 janvier : Super G      | Bode Miller    | Michael Walchhofer | Benjamin Raich     |
| 3 février : Combiné       | Benjamin Raich | Aksel Lund Svindal | Giorgio Rocca      |
| 5 février : Descente      | Bode Miller    | Daron Rhalves      | Michael Walchhofer |
| 10 février : Slalom géant | Hermann Maier  | Benjamin Raich     | Daron Rhalves      |
| 12 février : Slalom       | Benjamin Raich | Rainer Schönfelder | Giorgio Rocca      |

### Femmes
| Épreuves                 | Or              | Argent           | Bronze          |
| ------------------------ | --------------- | ---------------- | --------------- |
| 30 janvier : Super G     | Anja Pärson     | Lucia Recchia    | Julia Mancuso   |
| 4 février : Combiné      | Janica Kostelić | Anja Pärson      | Marlies Schild  |
| 6 février : Descente     | Janica Kostelić | Elena Fanchini   | Renate Götschl  |
| 8 février : Slalom géant | Anja Pärson     | Tanja Poutiainen | Julia Mancuso   |
| 11 février : Slalom      | Janica Kostelić | Tanja Poutiainen | Sarka Zahrobska |

### Mixte
| Épreuves                | Or                                                                                             | Argent                                                                                                  | Bronze |
| ----------------------- | ---------------------------------------------------------------------------------------------- | --- | --- |
| 13 février : par équipe | Allemagne Monika Bergmann Florian Eckert Martina Ertl Andreas Ertl Hilde Gerg Felix Neureuther | Autriche Renate Götschl Nicole Hosp Benjamin Raich Rainer Schönfelder Michael Walchhofer Kathrin Zettel | France Pierrick Bourgeat Ingrid Jacquemod Carole Montillet Christel Pascal Laure Pequegnot Jean-Pierre Vidal |

## Tableau des médailles
| Rang | Nation             | Or | Argent | Bronze | Total |
| ---- | ------------------ | -- | ------ | ------ | ----- |
| 1    | Autriche           | 3  | 4      | 4      | 11    |
| 2    | Croatie            | 3  | 0      | 0      | 3     |
| 3    | États-Unis         | 2  | 1      | 3      | 6     |
| 4    | Suède              | 2  | 1      | 0      | 3     |
| 5    | Allemagne          | 1  | 0      | 0      | 1     |
| 6    | Italie             | 0  | 2      | 2      | 4     |
| 7    | Finlande           | 0  | 2      | 0      | 2     |
| 8    | Norvège            | 0  | 1      | 0      | 1     |
| 9    | République tchèque | 0  | 0      | 1      | 1     |
| 9    | France             | 0  | 0      | 1      | 1     |